# سعید نصیری
سعید نصیری ملی پوش تیم وزنه‌برداری معلولان ایران است. او در مرداد ۱۳۸۹ در مسابقات جهانی وزنه‌برداری جانبازان و معلولان که با حضور ۲۹۰ ورزشکار از ۴۹ کشور جهان در سالن «تیتی وانگسا» ورزشگاه کوالالامپورمالزی برگزار شد به تربیت با مهار وزنه‌های ۱۳۷٫۵، ۱۴۲٫۵ و ۱۵۰ کیلوگرمی مدال نقره وزن ۶۰ کیلوگرم را بدست آورد.
وی فعالیت ورزشی خود را از باشگاه جهان پهلوان در امیرآباد شهرستان ملارد آغاز کرد.
سعید نصیری در ۱۵ مرداد ۱۳۹۳ به علت مثبت اعلام شدن تست دوپینگ به مدت دو سال از حضور در میادین داخلی و خارجی محروم شد. این حکم که توسط فدراسیون پزشکی، ورزشی صادر شده‌است.